# Glaresis oxiana
Glaresis oxiana är en skalbaggsart som beskrevs av Semenov 1892. Glaresis oxiana ingår i släktet Glaresis och familjen Glaresidae. Inga underarter finns listade i Catalogue of Life.